# Лорд-хранитель Малой печати
Лорд-хранитель Малой печати (англ. Lord Keeper of the Privy Seal или просто Lord Privy Seal) — одна из старейших должностей в английском, а затем в британском правительстве.

## История и полномочия
Первоначально Лорд-хранитель Малой печати отвечал за сохранность личной печати короля Англии. Сама Малая печать вышла из применения несколько столетий назад, и в настоящее время данная должность носит в основном церемониальный характер. Лорд-хранитель Малой печати является пятым по рангу среди девяти Высших сановников государства и входит в состав Кабинета министров.
В XX веке сформировалась традиция назначения на данную должность лидера фракции большинства в Палате лордов или в Палате общин. Одним из объяснений такой практики является то обстоятельство, что Лорду-хранителю Малой печати полагается государственное жалование, в отличие от чисто партийной должности лидера фракции. Положение Лорда-хранителя Малой печати можно сравнить с ролью министра без портфеля.
Кроме Лорда-хранителя Малой печати (личной печати монарха) в Великобритании существовала также должность Лорда-хранителя Большой печати (официальной печати государства). В настоящее время функции Лорда-хранителя Большой печати выполняет Лорд-канцлер.
С 5 июля 2024 года лордом-хранителем Малой печати является баронесса Смит Базилдонская.

## Представители (выборка)
- Уильям Мелтон (1307—1312)
- Томас Болейн (1530—1536)
- Томас Кромвель (1536—1540)
- Фрэнсис Бэкон (1617—1621)
- Чарльз Спенсер (1755)
- Джон Рассел (1761—1763)
- Джордж Спенсер (1763—1765)
- Уильям Питт (1766—1768)
- Огастас ФицРой (1771—1775)
- Джордж Кэмпбелл (1853—1855)
- Бенджамин Дизраэли (1876—1878)
- Арчибальд Филипп Примроуз (1885)
- Уильям Гладстон (1886)
- Роберт Гаскойн-Сесил (1902)
- Артур Джеймс Бальфур (1902—1903)
- Джозеф Остин Чемберлен (1921—1922)
- Стэнли Болдуин (1932—1934)
- Энтони Иден (1934—1935)
- Клемент Эттли (1940—1942)
- Роберт Гаскойн-Сесил (1994—1997)
- Ричард Айвор (1997—1998)